# Avinguda de Campanar
L'avinguda de Campanar és una via urbana del nord-oest de la ciutat de València situada al districte de Campanar, on connecta el barri homònim de Campanar amb el d'El Calvari.
S'inicia a l'avinguda de Burjassot i finalitza a l'avinguda de Tirso de Molina. Al seu punt intermedi es creua amb un dels principals accesos a la ciutat: l'avinguda Pius XII (inici de la Pista d'Ademús), i amb els carrers de la Vall de la Ballestera i de Joaquim Ballester.
Comunica el tram nord de la Ronda de Trànsits amb el tram sud-oest, en concret enllaça l'avinguda del Dr. Peset Aleixandre amb l'avinguda de Pérez Galdós mitjançant un tram curt de l'avinguda de Tirso de Molina i el Pont de Campanar.

## Nom
Rep el nom de l'antic poble de Campanar, actual barri i districte de la ciutat, el nom del qual prové de la paraula "camp" i no de campanar com es podria pensar en un principi, ja que la seua denominació apareix al Llibre del Repartiment del segle xiii quan encara no existica cap campanar a tot el poblat.

## Història
L'avinguda formava part del tram nord-oest de l'antic Camí de Trànsits, segona circumval·lació de la ciutat de València (o tercera si contem les Grans Vies) urbanitzada el 1912, que envoltava la ciutat i marcava els límits on se situaven les casetes del "fielato", nom popular de les casetes on es feia el cobrament de les taxes municipals pel trànsit de mercaderies a tots els visitants que volien entrar a la ciutat.
Travessa la coneguda popularment com la Pista d'Ademús o de Llíria, dita així al substituir el Camí Vell de Llíria per l'autovia que arriba a Llíria, capital de la comarca del Camp de Túria, i als municipis de la comarca del Racó d'Ademús. En l'actualitat aquest encrecuament és un dels punts més conflictius de la ciutat pel gran volum de trànsit de vehicles que suporta per part de l'avinguda de Pius XII, la mateixa avinguda de Campanar i els transitats carrers de la Vall de la Ballestera i de Joaquim Ballester.

## Elements importants
Al sud de l'avinguda trobem el Jardí del Túria, gran jardí situat al vell llit per on passava el riu Túria abans de la gran riuada de 1957. A la resta de l'avinguda es troba la seu de la Conselleria d'Educació de la Generalitat Valenciana i les antigues instal·lacions de l'Hospital La Fe de València, que el 2011 va ser traslladat a les noves instal·lacions del Nou Hospital La Fe o La Nova Fe situat a la Ronda Sud de la ciutat, concretament al barri de Malilla.

## Transports
A pocs passos de l'edifici de la Conselleria d'Educació trobem l'Estació de Campanar (abans coneguda com a Estació de Campanar-La Fe) corresponent a la Línia 1 de MetroValencia.
Tota l'avinguda és travessada per nombroses línies dels autobusos municipals de l'EMT, entre elles les línies 89 i 90 que fan el recorregut circular per l'antiga Ronda de Trànsits.